# Duma de Stat

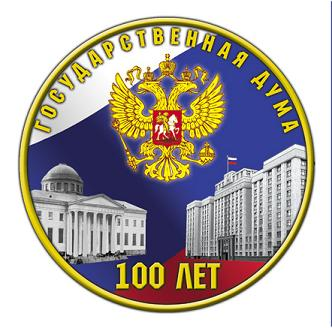
Emblemă a Dumei de Stat, comemorând 100 de ani de la înfiinţare

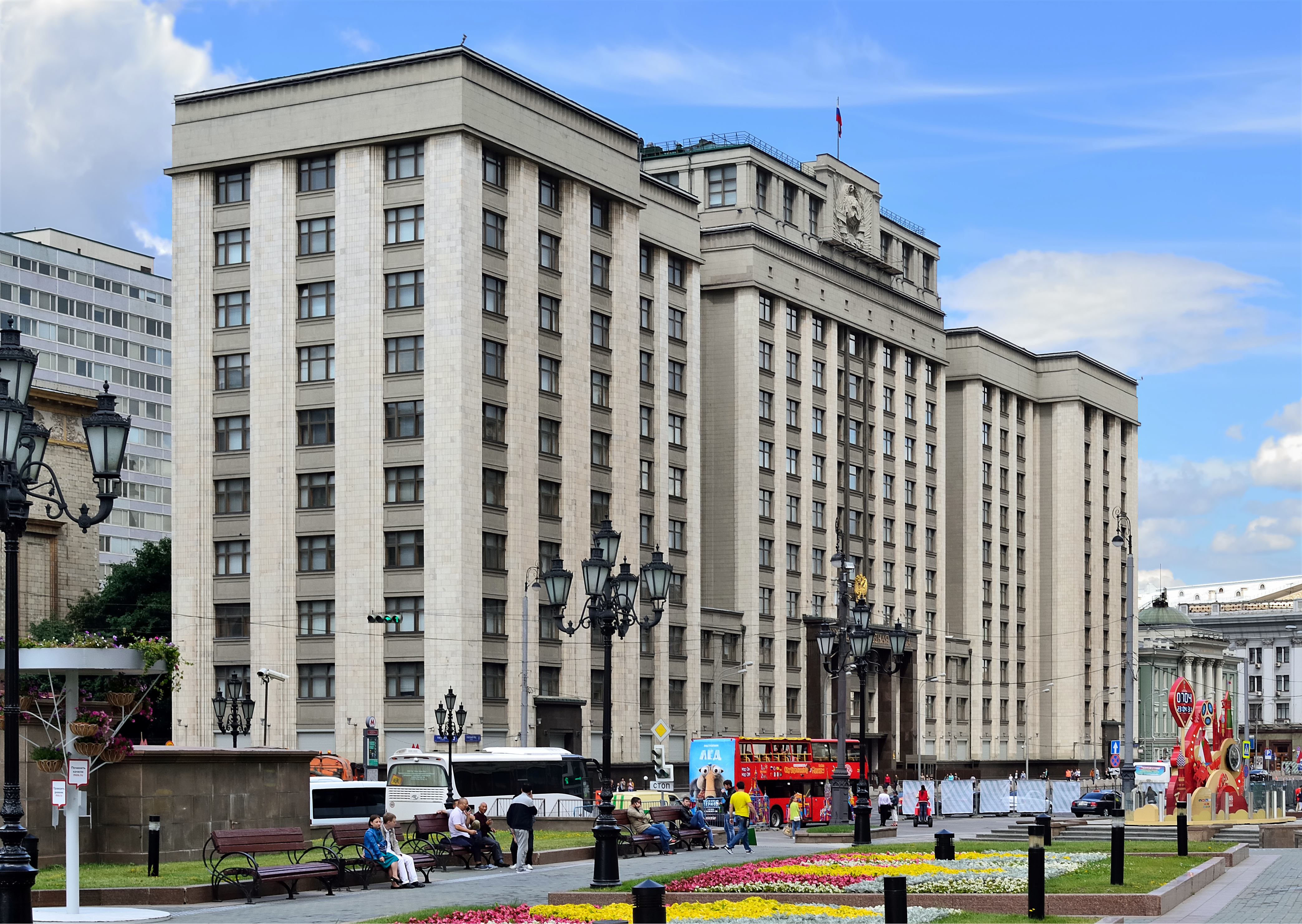
Clădirea Dumei

Acest articol este despre camera inferioară a Parlamentului Federației Ruse. Pentru adunarile reprezentative din timpul Imperiului Rus, consultați articolul  Duma .
Duma de Stat (în limba rusă: Государственная дума – Gosudarstvennaia duma, prescurtată uneori ca Госдума – Gosduma) este camera inferioară a Parlamentului Federației Ruse, (camera superioară a legislativului fiind Sovietul Federației Ruse). Își are sediul la Moscova, în apropierea pieții Manejului. Membrii acestei camere se numesc deputați. Duma de Stat a înlocuit Sovietul Suprem, ca urmare a noii constituții promulgate de Boris Elțin după încheierea crizei constituționale din 1993  și aprobate prin referendum de cetățenii ruși. 
Puterile Dumei de Stat sunt stabilite de Constituția Rusiei, după cum urmează: 
- Aprobarea legilor cu majoritate simplă, legi care trebuie aprobate mai apoi de Sovietul Federației (cu majoritate simplă) și promulgate de președinte;
  - Amendarea constituției cu o majoritate calificată de două treimi;
- Respingerea cu o majoritate de două treimi a legilor aprobate de Sovietul Federației;
- Respingerea cu o majoritate de două treimi a vetoului președintelui. Pentru ca acest act să intre în vigoare, și Sovietul Federației trebuie să  respingă vetoul prezidențial cu o majoritate de trei sferturi;
- Aprobarea sau respingerea candidatului pentru funcția de Prim ministru al Rusiei propus de președinte;
- Numirea adjunctului președintelui Camerei de Revizie și a jumate dintre revizori;
- Punerea sub acuzație a președintelui Rusiei cu o majoritate de două treimi.

În Duma de Stat sunt aleși pentru un mandat de patru ani (art. 96)  450 de deputați (art. 95).  Vârsta minima pentru a putea candida pentru Duma de Stat este de 21 de ani (art. 97). 